# JR東日本ウォータービジネス
株式会社JR東日本ウォータービジネス（ジェイアールひがしにほんウォータービジネス）は、かつて存在した、清涼飲料卸、飲料自動販売機事業などを行っていた企業。東日本旅客鉄道（JR東日本）の連結子会社およびJR東日本リテールネットの完全子会社だった。
2021年4月1日にJR東日本リテールネットに吸収合併され、法人は消滅した。以降は、JR東日本リテールネットから商号変更したJR東日本クロスステーションの社内カンパニーである「ウォータービジネスカンパニー」が事業を継承している。

## 概要
2006年8月1日に、グループ各社に分散していた飲料事業を一元化するために設立された。具体的には、グループ会社の飲料仕入の一元化、グループ会社の自動販売機による飲料販売・管理の一元化、ミネラルウォーターの製造・販売等の谷川岳の湧水を活用した事業の展開のために、JR東日本グループの飲料事業の再編を行い、同年10月1日から、同社に一元化して事業を開始している。
商品
これまでに発表・発売された商品は、朝（出勤中）に飲んで、一日を始めるということに重点を置いている。
自社のオリジナル商品「From AQUA」のミネラルウォーター、および、一般の飲料水メーカーとの共同企画商品で構成される。
これら商品には、オリジナルブランド「acure made」のマークが表記されている（一部商品を除く。ブランド誕生前は、会社のロゴデザインが表記されていた）。
自動販売機

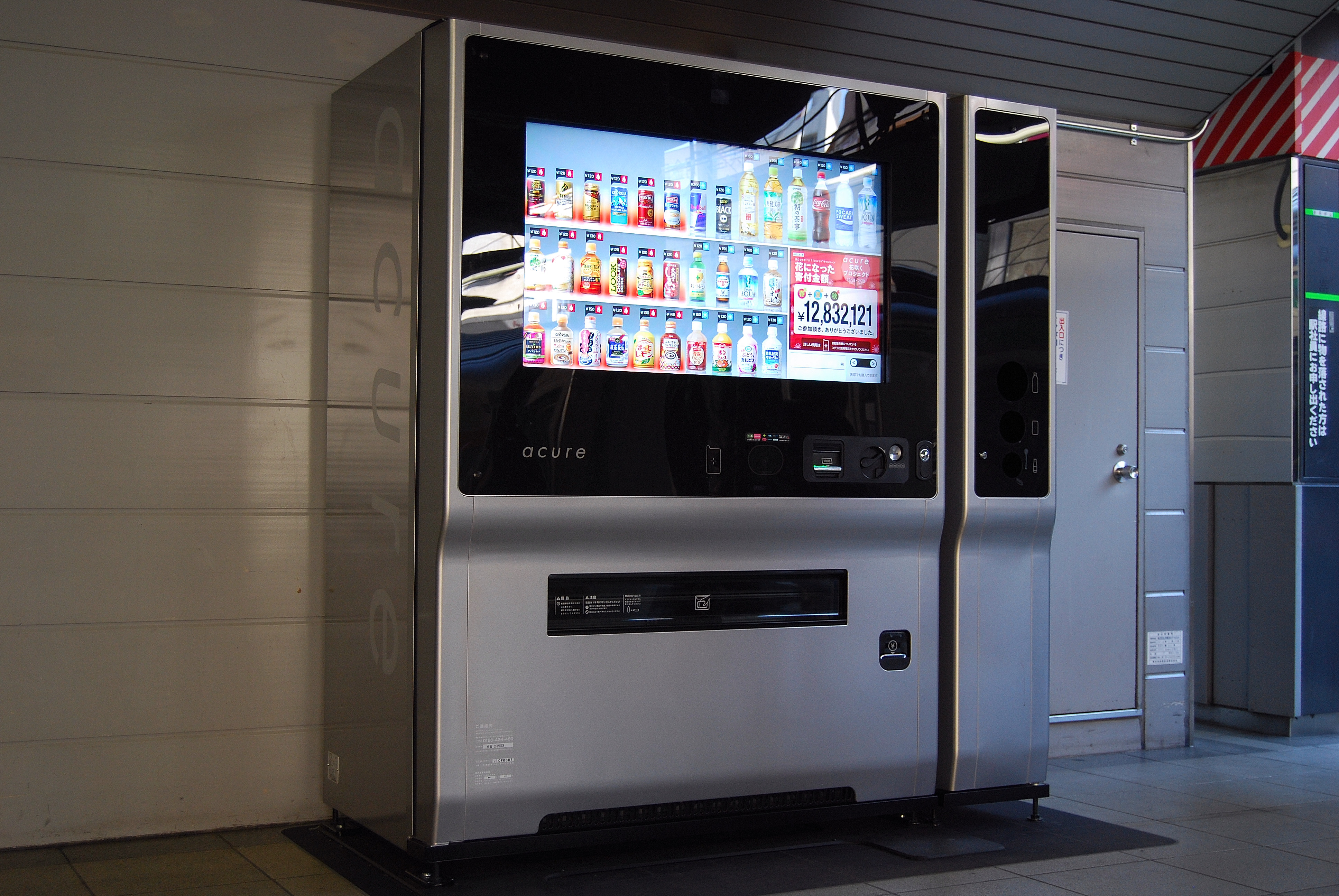
タッチパネル式の自動販売機

JR東日本管内の駅構内にある飲料自動販売機は、原則として同社の管理となっている。実質的な補充等の管理は元各飲料メーカーによって行われる（業務委託方式）。これまで単一メーカーの商品しか取り扱いのなかった駅構内の自動販売機を、売れ筋等に合わせてメーカーを限定しない品揃えに変更した。
自社管轄の自動販売機は、「acure」のブランドロゴを順次表記している。また、Suica電子マネーの読み取り機を積極的に自動販売機に組み込んでいる。
2010年8月には、JR品川駅に全面タッチパネル式の次世代自動販売機の1号機を設置し、順次、同機の設置場所を拡大している。

## 沿革
- 2006年（平成18年）8月1日 - 設立
- 2006年（平成18年）10月1日 - 営業開始
- 2007年（平成19年）3月30日 - 公式ウェブサイト開設
- 2007年（平成19年）7月17日 - オリジナルブランド「From AQUA（フロムアクア）」～谷川連峰の天然水～ 発売開始
- 2010年（平成22年）8月10日 - 「次世代自販機」発表
- 2011年（平成23年）4月25日 - 本社移転
- 2018年（平成30年）4月1日 - JR東日本グループ再編により、JR東日本直系の完全子会社から、株式会社JR東日本リテールネットの完全子会社へ異動（JR東日本の孫会社化）[5]。
- 2021年（令和3年）4月1日 - JR東日本グループ再編により、株式会社JR東日本リテールネットに吸収合併。

## 商品ラインナップ

### オリジナルブランド「From AQUA」
採水地：群馬県利根郡みなかみ町
- 設立の際に、ジェイアール高崎商事が営んでいた大清水事業の移管も受けており、2007年7月17日より「From AQUA」～谷川連峰の天然水～という商品名のミネラルウォーターとして発売を開始。「From AQUA」ブランドとして、今後商品展開を進めていく予定である[6]。
- Jリーグジェフユナイテッド市原・千葉（JR東日本が50%出資）にオフィシャルサプライヤーとして「From AQUA」を提供。

### 共同企画
一般の飲料水メーカーと共同企画した商品で、そのため、ウォータービジネス社の独占販売となっている。販売者名義は各メーカーとなっているが、パッケージにはウォータービジネス社の企業マークが描かれている。これらは、通常の一般向け商品とともに、JR東日本グループの店舗や自動販売機で販売されている。
- 朝の茶事 - 緑茶：伊藤園との共同企画
  - 2007年（平成19年）5月15日発売開始、同10月16日にホット商品「朝の茶事 HOT」発売開始
  - 2008年（平成20年）5月13日リニューアル、2008年10月7日「朝の茶事 HOT」リニューアル
  - 2009年（平成21年）4月14日リニューアル
  - 2013年（平成25年）6月4日リニューアル
- 朝にすっきり野菜と果実 - 野菜ジュース：カゴメとの共同企画
  - 2007年（平成19年）6月19日発売開始
  - 2008年（平成20年）6月17日リニューアル
- ジョージアキックオフ - コーヒー：日本コカ・コーラとの共同企画
  - 2007年（平成19年）8月28日発売開始
- リポビタンBiz - 栄養ドリンク：大正製薬との共同開発
  - 2008年（平成20年）6月17日発売開始
- 午後の紅茶 薫るダージリン＜秋摘み茶葉使用＞ - 紅茶：キリンビバレッジとの共同企画
  - 2008年（平成20年）9月23日発売開始
- ワンダ 朝のカフェオレ - コーヒー：アサヒ飲料との共同企画
  - 2008年（平成20年）9月30日発売開始

### JR東日本施設外向け商品
三国コカ・コーラボトリング管内の一部自販機（JR施設外）では、かつて同社の自販機で扱われていた「大清水」の各ソフトドリンク商品に替えて、2007年秋から、JR東日本ウォータービジネスが販売者となっている商品が販売されている。この商品群は、谷川連峰の天然水使用を表記するなど、「大清水」商品に準じた内容になっている。前述の通り、JR東日本の駅構内では販売されていない。
- お茶（狭山茶）
- 烏龍茶
- ココア
- ティーオレ（丸善食品工業製造）

これとはまた別に、関西地区の鉄道駅（JR西日本の駅構内の自販機、阪急電鉄の「アズナス」など）でも「acure made」ブランド品が取り扱われている場所が存在する。

### 氷
2009年から、それまでの「大清水」ブランドから「谷川連峰のうるおい天然水」ブランドに変更した『谷川連峰うるおい天然水氷』を首都圏のNEWDAYSで販売している。製造は「大清水」から引き続き蒲田製氷冷蔵で、原水も同じものを使用している。